# Československá bibliografická databáze
Československá bibliografická databáze (zkratka ČBDB) je český knižní internetový portál založený roku 2009. Obsah se zaměřuje především na česky a slovensky vydané knihy, ale obecně jazyk není omezen. Většina obsahu je vytvářena samotnými návštěvníky (po registraci) serveru. Databáze obsahuje více než 175 000 knih a 85 tisíc spisovatelů. Registrovaní uživatelé mohou také knihy/autory hodnotit a komentovat, díky těmto údajům web nabízí různé žebříčky. Portál je neustále aktivně rozšiřován o nové funkce.

## Ukládané údaje
U každé knihy je evidován název, originální název (u původně cizojazyčných knih), podtitul, žánry, autoři, vydání (rok, nakladatelství, ISBN, počet stran), anotace a rok prvního vydání. Dále jsou evidovány další dodatečné údaje jako ukázka knihy, zajímavosti, knižní trailery či zařazení do série knih.
U autorů je potom evidováno jméno, datum narození a úmrtí, místo narození, webové stránky a životopis. Knihy a jejich autoři jsou v databázi jednoznačně přiřazeni.

## Funkce databáze
- Prohledávání databáze dle různých kritérií
- Prohlížení profilů knih, autorů, nakladatelství
- Knižní novinky členěné dle týdnů
- Recenze knih
- Žebříčky

## Uživatelské funkce
- Hodnocení, komentování a diskutování u knih/autorů
- Literární fórum
- Adaptivní doporučování knih
- Vedení svých seznamů knih
- Bazar knih
- Uživatelské profily, navazování přátelství a sledování aktivit přátel
- Chat mezi uživateli